# Las Escaldas-Engordany
Las Escaldas-Engordany (en catalán: Escaldes-Engordany) es una parroquia de Andorra, la segunda en población después de Andorra la Vieja. Se encuentra situada en pleno centro del país, justo en la confluencia de los dos ríos Valira, y está formada por dos núcleos urbanos importantes, que en sus orígenes se encontraban separados y bien diferenciados. 
Actualmente gobierna el Partido Socialdemócrata de Andorra. Ganó las elecciones comunales de 2019 por 17 votos de diferencia con Demócratas por Andorra. Esto supuso un vuelco electoral, es un feudo de DA y anteriormente de PLA, nunca antes había gobernado la izquierda.   

## Historia de la parroquia hasta nuestros días

### Antigüedad
Se poseen muy pocos datos de esta zona hasta la época medieval, si bien se sabe que diversos puntos estratégicos de los Valles estuvieron habitados; uno de ellos fue el Antuix de Engordany. También es sabido que Engordany ya estaba habitado alrededor del siglo I o II a. C.

### Época medieval
De época medieval se disponen de muchos más datos gracias a la documentación del monasterio de Sant Sadurní de Tavèrnoles. Estos textos nos hablan de unos pequeños núcleos habitados: Engordany, Els Vilars d'Engordany, el Fener y Engolasters. Eran comunidades recolectoras, ganaderas y campesinas caracterizadas por el fuerte peso de la tradición y que se caracterizaban económicamente, sobre todo, por el uso y la posesión comunal de la tierra.
En algunos documentos, ya en el siglo XII, aparece citado un grupo de “buenos hombres”, probablemente los jefes de cada casa, que se reunían cuando era necesario tomar una decisión de importancia para la comunidad. Entre dichos jefes de casa, debieron bien pronto destacar unos representantes de la comunidad: los prohombres, personajes dotados de algún tipo de significación social y económica, y sobre todo, moral entre los vecinos.
Entre los siglos XIV y XV, la situación de conflicto y presión señorial sobre las comunidades de la zona podría haber permitido la aparición de grupos de artesanos cada vez más desvinculados del trabajo agrícola y ganadero, centrados en actividades que hasta aquel momento habían sido consideradas como complementarias. Entre ellas, en la zona de Engordany, sobresalió el tejido de sencillos trapos de lana.
La existencia de aguas termales, necesarias para lavar y teñir la lana, significó la aparición y concentración de una rudimentaria industria de trapos de lana en el núcleo de Caldes. El desarrollo de esta manufactura textil culminó en 1604 con la constitución de la Cofradía de Paraires (los paraires eran las personas que se dedicaban a preparar la lana para posteriormente ser tejida) y Tejedores de Sant Pere Màrtir y Sant Ivó (la iglesia de las Escaldas se encuentra en la actualidad bajo la advocación de Sant Pere Màrtir).

### Época moderna
A lo largo de la época moderna, la ganadería y la agricultura han continuado siendo las actividades principales en Engordany, en tanto que los habitantes de las Escaldas han contado también con el trabajo de la lana, actividad que reforzó el crecimiento del pueblo de las Escaldas, que siendo una pequeña aldea pasó a mediados del siglo XVIII a experimentar un fuerte crecimiento económico gracias a la manufactura textil y del hierro.
Pero el gran cambio se produjo durante la década de 1930, con la construcción de la red viaria, época que marcó también la evolución divergente de Engordany (que mantuvo su carácter agrícola y ganadero tradicional; en la actualidad básicamente residencial) y de las Escaldass (orientada más hacia la explotación turística de sus aguas termales y al turismo).
Debido al fuerte incremento demográfico de las Escaldass-Engordany y a la voluntad de ofrecer a todos sus habitantes los servicios necesarios, el Comú d'Andorra fue dotando a los quarts (el de las Escaldas-Engordany y el de Andorra la Vieja) de una mayor autonomía. Este hecho, unido a la voluntad del pueblo de las Escaldas-Engordany de convertirse en parroquia, llevó al planteamiento ante los copríncipes de peticiones a favor de la autonomía ya en los años 1930.
Este proceso culminó el 14 de junio de 1978 cuando, por decreto de los copríncipes por división de la parroquia de Andorra se crea la de las Escaldas-Engordany, con la personalidad y atribuciones propias de esta institución del Principado, y por lo tanto también la parroquia de Andorra la Vieja.

### Años 1980
La evolución de las Escaldas-Engordany a lo largo del siglo XX está íntimamente ligado a la utilización del agua caliente y a la construcción de los primeros hoteles-balnearios. Entre los años 1930 y 1940 se vivió el cambio más profundo, con el gran desarrollo comercial y la sustitución de un turismo minoritario que acudía a Andorra a “tomar las aguas” por la masificación del turismo comercial.
A lo largo de la década de 1980 se fueron planteado alternativas a este desarrollo económico centrado, casi en exclusiva, en el turismo comercial. En el año 1984 se presentó el proyecto de creación de un centro termal y lúdico que aprovechase el principal recurso natural de la zona, el agua caliente, y se plantease como elemento identificador y vertebrador de un desarrollo más diversificado. Este proyecto se materializó en la inauguración, en 1994, del Centro Termolúdico Caldea.

## Valores naturales de la parroquia
Otro de los grandes valores naturales de las Escaldas-Engordany es el Valle del Madriu, de unas 4.247 hectáreas de extensión, en el que el agua es también un elemento central. Este valle tiene un gran interés, no solamente por su patrimonio natural (vegetación y fauna) sino también por su patrimonio cultural, reflejo de la vida de montaña desde época medieval (bordas, cabañas de pastor, construcciones de piedra seca, etc.).

## Lugares de interés
- Iglesia de Sant Miquel d'Engolasters.
- Iglesia de Sant Romà dels Vilars.
- Museo de Josep Viladomat
- Puente románico de las Escaldas-Engordany, entre las Escaldas y Engordany sobre la Valira d'Orient.
- Puente románico dels Escalls, donde se firmaron los Pariatges de 1278.
- Matrioshka Museum, museo de la muñeca rusa.
- Centro de Arte de las Escaldas-Engordany: espacio cultural donde se exponen las esculturas de Josep Viladomat y la colección de maquetas de arte románico, también dispone de una sala de exposiciones con una programación pensada para todos los públicos.

## Personas destacadas
- Antoni Martí, político [Jefe de Gobierno de Andorra (2011-2019)].
- Josep Guirao, director de cine.
- Sergio Moreno Marín, futbolista.
- Xavier Espot Zamora, político (Actual Jefe de Gobierno de Andorra).

## Consulados
- Consulado Honorario de Suiza
- Consulado Honorario de Eslovaquia

## Hermanamiento
- Lalín, España[4]
- L'Étang-Salé (Francia), comuna en las islas Reunión, desde 1991.

## Deportes
Las Escaldas-Engordany cuenta con equipos de fútbol que son Inter Club d'Escaldes, Atlètic Club d'Escaldes, Atlètic Amèrica, Jenlai y UE Engordany. 
Inter Club d'Escaldes, Atlètic Club d'Escaldes y Engordany  juegan la Primera División de Andorra. Jenlai y Atlètic Amèrica juegan en la Segunda División de Andorra.